# Domingo Blanco
Domingo Felipe Blanco (Punta Alta, Buenos Aires, Argentina; 22 de abril de 1995) es un futbolista argentino. Se desempeña como mediocampista y actualmente se encuentra en el xolos de la Primera División de México.

## Trayectoria
Comenzó su carrera en el Club Rosario Puerto Belgrano de la Liga del Sur, y en 2010 llegó a Olimpo.
El 9 de febrero de 2015, Blanco fue enviado a préstamo a Independiente. Debutó profesionalmente el 17 de abril de 2016, contra Vélez Sarsfield. En marzo de 2017 fichó permanentemente con el club de Avellaneda.
Al año siguiente, el 5 de julio de 2018, fue enviado a préstamo a Defensa y Justicia.
Marcó su primer gol oficial con la camiseta de Independiente en la victoria 1 a 0 ante Patronato de Paraná en el partido  por los dieciseisavos de la Copa Argentina de Fútbol 2019
En el 30 de junio de 2022 quedó libre de Independiente

## Selección nacional
El 7 de marzo de 2019 fue citado a la selección de Argentina por Lionel Scaloni para los encuentros amistosos contra Venezuela y Marruecos. Debutó con la selección el 22 de marzo contra Venezuela en el Wanda Metropolitano.

## Estadísticas

### Clubes
Actualizado de acuerdo al último partido jugado el 1 de febrero de 2025.
| Club                          | Div.          | Temporada     | Liga  | Liga  | Liga   | Copas Nacionales | Copas Nacionales | Copas Nacionales | Torneos Internacionales | Torneos Internacionales | Torneos Internacionales | Total | Total | Total  |
| Club                          | Div.          | Temporada     | Part. | Goles | Asist. | Part.            | Goles            | Asist.           | Part.                   | Goles                   | Asist.                  | Part. | Goles | Asist. |
| ----------------------------- | ------------- | ------------- | ----- | ----- | ------ | ---------------- | ---------------- | ---------------- | ----------------------- | ----------------------- | ----------------------- | ----- | ----- | ------ |
| C. A. Independiente Argentina | 1.ª           | 2016          | 2     | 0     | 0      | —                | —                | —                | —                       | —                       | —                       | 2     | 0     | 0      |
| C. A. Independiente Argentina | 1.ª           | 2016-17       | 5     | 0     | 0      | 1                | 0                | 0                | 1                       | 0                       | 0                       | 7     | 0     | 0      |
| C. A. Independiente Argentina | 1.ª           | 2017-18       | 5     | 0     | 0      | —                | —                | —                | 1                       | 0                       | 0                       | 6     | 0     | 0      |
| C. A. Independiente Argentina | 1.ª           | 2019-20       | 20    | 0     | 0      | 13               | 1                | 2                | 6                       | 0                       | 0                       | 39    | 1     | 2      |
| C. A. Independiente Argentina | 1.ª           | 2021          | 22    | 0     | 0      | 14               | 1                | 0                | 8                       | 0                       | 1                       | 44    | 1     | 1      |
| C. A. Independiente Argentina | 1.ª           | 2022          | —     | —     | —      | 9                | 2                | 0                | 6                       | 2                       | 0                       | 15    | 4     | 0      |
| C. A. Independiente Argentina | Total club    | Total club    | 54    | 0     | 0      | 37               | 4                | 2                | 22                      | 2                       | 1                       | 113   | 6     | 3      |
| Defensa y Justicia Argentina  | 1.ª           | 2018-19       | 24    | 0     | 2      | 3                | 0                | 0                | 6                       | 0                       | 0                       | 33    | 0     | 2      |
| Defensa y Justicia Argentina  | Total club    | Total club    | 24    | 0     | 2      | 3                | 0                | 0                | 6                       | 0                       | 0                       | 33    | 0     | 2      |
| S. C. Dnipro-1 · Ucrania      | 1.ª           | 2022-23       | 19    | 3     | 2      | —                | —                | —                | 6                       | 0                       | 0                       | 25    | 3     | 2      |
| S. C. Dnipro-1 · Ucrania      | 1.ª           | 2023-24       | 2     | 1     | 0      | —                | —                | —                | 4                       | 0                       | 0                       | 6     | 1     | 0      |
| S. C. Dnipro-1 · Ucrania      | Total club    | Total club    | 21    | 4     | 2      | 0                | 0                | 0                | 10                      | 0                       | 0                       | 31    | 4     | 2      |
| Club Tijuana · México         | 1.ª           | 2023-24       | 25    | 2     | 3      | —                | —                | —                | —                       | —                       | —                       | 25    | 2     | 3      |
| Club Tijuana · México         | 1.ª           | 2024-25       | 19    | 3     | 1      | —                | —                | —                | 1                       | 0                       | 0                       | 20    | 3     | 1      |
| Club Tijuana · México         | Total club    | Total club    | 44    | 5     | 4      | 0                | 0                | 0                | 1                       | 0                       | 0                       | 45    | 5     | 4      |
| Total carrera                 | Total carrera | Total carrera | 143   | 9     | 8      | 40               | 4                | 2                | 39                      | 2                       | 1                       | 222   | 17    | 11     |
| 1. 2.                         |               |               |       |       |        |                  |                  |                  |                         |                         |                         |       |       |        |

### Selección nacional
Actualizado de acuerdo al último partido jugado el 22 de marzo de 2019.
| Selección          | Año               | Amistosos | Amistosos | Amistosos | Eliminatorias | Eliminatorias | Eliminatorias | Continental | Continental | Continental | Mundial | Mundial | Mundial | Total | Total | Total  |
| Selección          | Año               | Part.     | Goles     | Asist.    | Part.         | Goles         | Asist.        | Part.       | Goles       | Asist.      | Part.   | Goles   | Asist.  | Part. | Goles | Asist. |
| ------------------ | ----------------- | --------- | --------- | --------- | ------------- | ------------- | ------------- | ----------- | ----------- | ----------- | ------- | ------- | ------- | ----- | ----- | ------ |
| Absoluta Argentina | 2019              | 1         | 0         | 0         | —             | —             | —             | —           | —           | —           | —       | —       | —       | 1     | 0     | 0      |
| Total selecciones  | Total selecciones | 1         | 0         | 0         | 0             | 0             | 0             | 0           | 0           | 0           | 0       | 0       | 0       | 1     | 0     | 0      |

## Palmarés

### Títulos internacionales
| Torneo            | Club          | Sede           | Año  |
| ----------------- | ------------- | -------------- | ---- |
| Copa Sudamericana | Independiente | Río de Janeiro | 2017 |